# 大友樹乃
大友 樹乃（おおとも じゅの、2004年7月4日 - ）は、日本のファッションモデル。東京都出身。スペースクラフト所属。

## 経歴
2018年、ミスセブンティーン2018で応募者3,437人の中から6人に選ばれ、Seventeenの専属モデルとなる（ほか5人は、出口夏希、山本彩加、永瀬莉子、桜田ひより、高橋アリス）。
2020年からアービングに所属する。
2023年11月1日発売のSeventeen冬号をもってSeventeenの専属モデルを卒業。

## 人物
特技は変顔。小学校6年間、よさこいを習っていた。
好きな食べ物は肉とラーメン。嫌いな食べ物はパクチー。
憧れ、目標にしているモデルはSeventeenの先輩モデルである横田真悠と久間田琳加。また、誌面で「広瀬すずちゃんみたいにドラマや映画にでたい」と述べている。
幼稚園の時にスポーツクラブに所属しており、中学二年生の秋までテニス部に所属していた。

## 出演

### ネット配信
- 第7回ドラマ甲子園「言の葉」（2020年10月31日、FOD）

### ランウェイ
- GirlsAward
  - Rakuten GirlsAward 2023 SPRING/SUMMER（2023年5月4日、国立代々木競技場第一体育館）
  - Rakuten GirlsAward 2023 AUTUMN/WINTER（2023年9月30日、幕張メッセ）[2]

### 広告・広報
- 第29回全日本高等学校女子サッカー選手権大会　イメージキャラクター
- 桜美林大学　Webモデル

## 書籍

### 雑誌
- Seventeen（2018年10月1日 ‐ 2023年11月1日（冬号）、集英社）‐ 専属モデル